# ويليام ر. سيرز
ويليام ر. سيرز (بالإنجليزية: William R. Sears)‏ هو أستاذ جامعي ومهندس أمريكي، ولد في 1 مارس 1913 في منيابولس في الولايات المتحدة، وتوفي في 12 أكتوبر 2002 في توسان في الولايات المتحدة.

## وصلات خارجية
- ويليام ر. سيرز على موقع إن إن دي بي (الإنجليزية)